# Nina Hartley

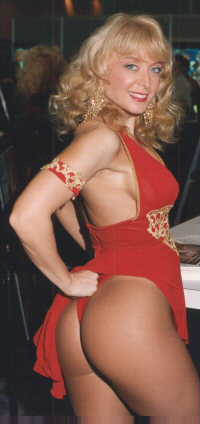
Nina Hartley.

Marie Louise Hartman (Berkeley, 11 de março de 1959), mais conhecida como Nina Hartley, é uma atriz pornográfica norte-americana. É uma das mais famosas atrizes de filmes pornôs de todos os tempos.

## Biografia
De ascendência suíça, judaica e alemã, Hartley começou a carreira de atriz pornô em 1984. Foi casada de 1983 até o ano de 2000 com David Hartley. Em 2003 se casou de novo com Ernest Greene, com quem está casada até os dias atuais. Ela não tem filhos. Começou sua carreira de atriz pornográfica por intermédio de outra atriz chamada Juliet Anderson conhecida como "Aunt Peg". Em 1997  apareceu em um filme de Hollywood chamado Boogie Nights. Já em 2002 voltou a participar de um filme convencional que se chamou "American Dummy".

## Filmografia parcial
Fez um pouco mais de 500 filmes (excluindo coletâneas e participações sem sexo) em 26 anos de carreira, o primeiro se chamou Educating Nina de 1984. Também dirigiu alguns filmes na década de 1990 e começo dos anos 2000.
- 2008
  - Who's Nailin' Paylin?
- 2006
  - Syrens Of Sex
  - Mature Brotha Lovers #2
- 2005
  - Sex Shooter
  - Phat Azz White Girls # 15
  - Jenna Loves Pain
  - Bomb Ass White Booty # 2
  - Belladonna: Fetish Fanatic
- 2004
  - Hotel O # 3
  - Nina Hartley's Guide To Multiple Orgasms
- 2003
  - Older Women With Younger Women # 4
  - M.i.l.t.f. # 6
  - Anal Kinksters # 1, # 2
- 2002
  - We Go Deep # 14
  - Older Women And Younger Women
  - Hotel O # 1, # 2
  - Dark Paradise # 3
- 2001
  - Hi Infidelity
  - Naked Hollywood # 1: Faking It
- 2000
  - Stringers # 2
  - Naughty Wives Club # 3
- 1999
  - La Femme Chameleon
  - Carnal Witness
- 1998
  - Lifestyles
  - Infidelity
  - Dark Secrets
  - Asswoman In Wonderland
- 1997
  - Pussyman # 15
  - House Of Anal Perversions
- 1996
  - Hotel California
  - Cheap Shots
- 1995
  - Sex Professionals
  - Night Nurses
  - Adult Affairs
- 1994
  - Secret Life Of Nina Hartley
  - Bomb Squad
- 1993
  - Pussyman # 3
  - Extreme Passion
- 1992
  - Welcome To My Orgy
  - Ultimate Orgy
  - Princess Orgasma And The Magic Bed
- 1991
  - Wicked Obsession
  - All Night Long
- 1990
  - Smoke Screen
  - Revenge Of The Smart Ass
  - Porn Star Home Video # 5
- 1989
  - Splendor In The Ass
  - Power Blonde
- 1988
  - Taboo # 6
  - Sexual Power
  - Fatal Erection
- 1987
  - Hard Choices
  - Adultery
- 1986
  - Xstasy
  - Wild Orgies
  - Female Aggressors
- 1985
  - Ultimate O
  - Sexavision
  - Gang Bangs
  - Blacks And Blondes # 22
- 1984
  - Hustler # 17
  - Educating Nina

## Prêmios

### AVN (Adult Video News)
- 1987 - Melhor Atriz - Video - Debbie Duz Dishes
- 1989 - Melhor Atriz Coadjuvante - Filme (Cinema) - Portrait of an Affair
- 1989 - Melhor na Categoria "Couples Sex Scene" - Filme - Amanda by Night II - (ao lado de Herschel Savage)
- 1989 - Melhor na Categoria "Couples Sex Scene" - Video - Sensual Escape - (ao lado de Richard Pacheco)
- 1991 - Melhor Atriz Coadjuvante - Video - The Last X-Rated Movie
- 2005 - Melhor na Categoria "Specialty Release - BDSM" - Nina Hartley's Private Sessions 13 - Prêmio Especial
- 2005 - Melhor na Categoria "Specialty Release - Spanking" - Nina Hartley's Guide to Spanking - Prêmio Especial
- 2009 - Melhor performance não sexual em Not Bewitched XXX (2009)[6]
- Hall da Fama

### XRCO (X-Rated Critics Organization)
- 1988 - Melhor Atriz
- 1989 - Melhor Atriz Coadjuvante - My Bare Lady
- 1990 - Melhor Cena de Lesbianismo - Only The Best Of Barbara Dare
- Hall da Fama

### Foxe (Fans of X-rated Entertainment)
- 1990 - Melhor Performance Feminina
- 1991 - Melhor Performance Feminina
- 1992 - Melhor Performance Feminina

## XBIZ Award
- 2013 - Performance do Ano e Melhor performance não sexual por The Truth About O[7]